# 16a cerimònia dels Premis César
La 16a cerimònia dels Premis César — també coneguts com Nuit des César — que premiava les pel·lícules estrenades el 1990, va tenir lloc el 9 de març de 1991 al Théâtre des Champs-Élysées.
Va ser presidida per Sophia Loren i retransmesa a Antenne 2, presentada per Richard Bohringer.

## Desenvolupament
La gran triomfadora de la nit fou Cyrano de Bergerac de Jean-Paul Rappeneau, que de tretze nominacions en va guanyar deu: millor pel·lícula, millor director, millor actor, millor actor secundari, millor música, millor fotografia, millor decorat, millor muntatge, millor so i millor vestuari, batent el rècord en nombre de premis a Le Dernier métro. Per contra, Nikita de Luc Besson, que tenia nou nominacions, només va guanyar el premi a la millor actriu. En canvi, La Discrète de Christian Vincent va guanyar tres premis: millor primera pel·lícula, millor guió i millor actriu revelació.

## Anècdota
En presentar el César a la millor actriu revelació, Vanessa Paradis obre el sobre i s'equivoca llegint, en comptes del nom de la veritable guanyadora, Judith Henry, el de Judith Godrèche (nominada per La Désenchantée), abans de corregir immediatament. Aquesta errada fou després parodiada per les Inconnus al seu sketch televisiu “La nuit des Escarres”. L'any 2010, durant el 35ns Cèsar, Vanessa Paradis, que aquesta vegada va anar a presentar el César a la millor direcció, es va autoparodiar fent referència a aquesta errada a un sketch realitzat amb Gad Elmaleh i Valérie Lemercier.

## Presentadors i ponents
- Daniel Toscan du Plantier, president de l'Académie des arts et techniques du cinéma
- Sophia Loren, presidenta de la cerimònia
- Richard Bohringer, Les Inconnus, Guy Marchand, Patrick Chesnais, Smaïn, Tchéky Karyo, mestres de cerimònia
- Tchéky Karyo, per la presentació del César a la millor actriu
- Jean-Loup Dabadie, per la remise du César d'honneur à Sophia Loren
- Vanessa Paradis, Richard Bohringer, per la presentació del César a la millor actriu revelació

## Guanyadors i nominats
Els guanyadors s'indiquen en negreta.
| Millor pel·lícula - Cyrano de Bergerac de Jean-Paul Rappeneau - El marit de la perruquera de Patrice Leconte - Nikita de Luc Besson - Le Petit Criminel de Jacques Doillon - Uranus de Claude Berri                                                                   | Millor director - Jean-Paul Rappeneau per Cyrano de Bergerac - Patrice Leconte per El marit de la perruquera - Jacques Doillon per Le Petit Criminel - Luc Besson per Nikita - Claude Berri per Uranus                                  |
| Millor actor - Gérard Depardieu per Cyrano de Bergerac - Daniel Auteuil per Lacenaire - Fabrice Luchini per La Discrète - Michel Piccoli per Milou en mai - Jean Rochefort per El marit de la perruquera - Michel Serrault per El cas del Doctor Petiot               | Millor actriu - Anne Parillaud per Nikita - Nathalie Baye per Un week-end sur deux - Anne Brochet per Cyrano de Bergerac - Tsilla Chelton per Tatie Danielle - Miou-Miou per Milou en mai                                               |
| Millor actor secundari - Jacques Weber per Cyrano de Bergerac - Maurice Garrel per La Discrète - Michel Duchaussoy per Milou en mai - Michel Galabru per Uranus - Daniel Prévost per Uranus                                                                           | Millor actriu secundària - Dominique Blanc per Milou en mai - Odette Laure per Daddy nostalgie - Thérèse Liotard per La glòria del meu pare i Le Château de ma mère - Catherine Jacob per Tatie Danielle - Daniele Lebrun per Uranus    |
| Millor actor revelació - Gérald Thomassin per Le Petit Criminel - Vincent Pérez per Cyrano de Bergerac - Alex Descas per S'en fout la mort - Marc Duret per Nikita - Philippe Uchan per La glòria del meu pare i Le Château de ma mère                                | Millor actriu revelació - Judith Henry per La Discrète - Clotilde Courau per Le Petit Criminel - Florence Darel per Uranus - Judith Godrèche per La Désenchantée - Isabelle Nanty per Tatie Danielle                                    |
| Millor pel·lícula estrangera - El club dels poetes morts de Peter Weir - Un dels nostres de Martin Scorsese - ¡Átame! de Pedro Almodóvar - Pretty Woman de Garry Marshall - Taxi Blues de Pavel Lungin                                                                | Millor primera pel·lícula - Christian Vincent per La Discrète - Halfaouine, l'enfant des terrasses de Férid Boughedir - Mado poste restante d’Aleksandr Adabashyan - Outremer de Brigitte Roüan - Un week-end sur deux de Nicole Garcia |
| Millor guió original o adaptació - Jean-Pierre Ronssin i Christian Vincent per La Discrète - Jean-Claude Carrière i Jean-Paul Rappeneau per Cyrano de Bergerac - Jacques Doillon per Le Petit Criminel - Claude Klotz i Patrice Leconte per El marit de la perruquera | Millor música - Jean-Claude Petit per Cyrano de Bergerac - Vladimir Cosma per La glòria del meu pare i Le Château de ma mère - Éric Serra per Nikita                                                                                    |
| Millor fotografia - Pierre Lhomme per Cyrano de Bergerac - Thierry Arbogast per Nikita - Eduardo Serra per El marit de la perruquera | Millor decorat - Ezio Frigerio per Cyrano de Bergerac - Ivan Maussion per El marit de la perruquera - Dan Weil per Nikita |
| Millor muntatge - Noëlle Boisson per Cyrano de Bergerac - Joëlle Hache per El marit de la perruquera - per Nikita | Millor so - Pierre Gamet et Dominique Hennequin per Cyrano de Bergerac - Michel Barlier, Pierre Befve, Gérard Lamps per Nikita - Pierre-Alain Besse, Henri Morelle, François Musy per Nouvelle Vague                                    |
| Millor vestuari - Franca Squarciapino per Cyrano de Bergerac - Agnès Negre per La glòria del meu pare - Yvonne Sassinot de Nesle per Lacenaire | Millor curtmetratge de ficció - Foutaises de Jean-Pierre Jeunet - Deux pièces cuisine de Philippe Harel - Final d'Irène Jouannet - Uhloz de Guy Jacques                                                                                 |
| Millor curtmetratge documental - La Valise de François Amado - Tai Ti Chan de Chi Yan Wong | César d'honor - Jean-Pierre Aumont - Sophia Loren |